# Philippos (Sohn des Agathokles)
Philippos (altgriechisch Φίλιππος; † 328/327 v. Chr.), Sohn des Agathokles, war ein Soldat Alexanders des Großen im 4. vorchristlichen Jahrhundert. Seine Brüder waren der spätere Diadoche Lysimachos und Autodikos sowie vermutlich Alkimachos.
Philippos wird während der letzten Kämpfe gegen lokale Widerstandsnester im zentralasiatischen Sogdien im Winter 328 auf 327 v. Chr. genannt, im zeitlichen Kontext nach der Einnahme der Felsenburg des Sisimithres. Er kämpfte zu Fuß an der Seite des berittenen Alexander, was ihn wohl als Angehörigen des Gardekorps (agema) der Schildträger (hypaspistai) ausweist. Tödlich verwundet starb er in den Armen Alexanders.